# الانتخابات البرلمانية المصرية 1926
أجريت الانتخابات البرلمانية في مصر في 24 مايو 1926 وكانت نتيجتها فوز حزب الوفد بـ150 مقعدًا من أصل 215 مقعدًا.

## النتائج
| الحزب                     | الأصوات | ٪ | مقاعد | +/- |
| ------------------------- | ------- | - | ----- | --- |
| حزب الوفد                 |         |   | 150   | +64 |
| حزب الأحرار الدستوريين    |         |   | 30    |     |
| حزب الاتحاد               |         |   | 10    |     |
| الحزب الوطني              |         |   | 5     |     |
| المستقلين                 |         |   | 20    |     |
| أصوات غير صالحة / فارغة   |         | - | -     | -   |
| المجموع                   |         |   | 215   | 0   |
| المصدر: ستيرنبرغر وآخرون. |         |   |       |     |